# Спорт в Южном Судане

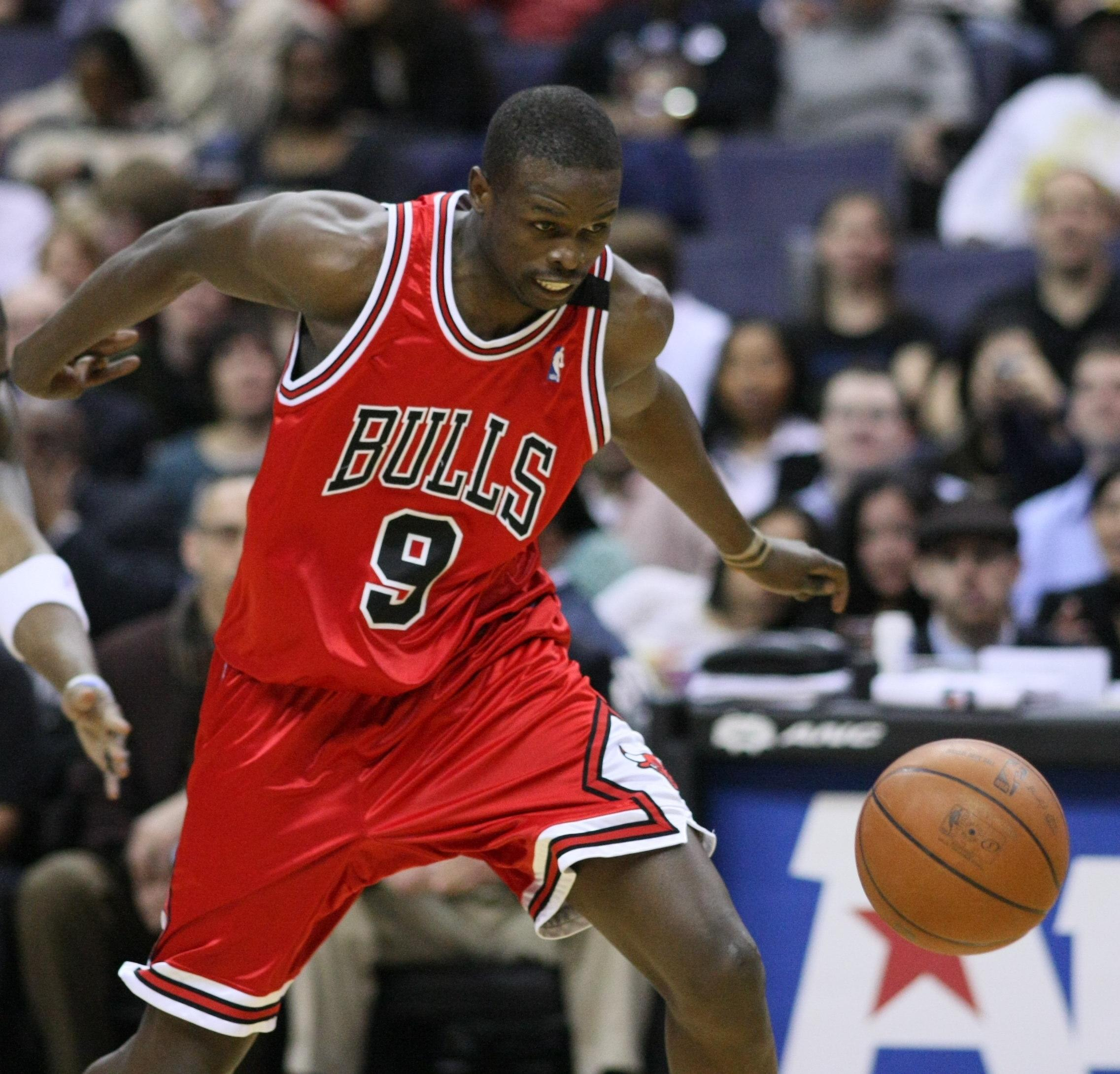
Выходец из Судана Луол Денг

Спорт в Южном Судане представлен рядом национальных спортивных команд, выступающих за Южный Судан как на международной спортивной арене, так и внутри страны.

## Футбол
Футбол в Южном Судане является одним из наиболее популярных видов спорта и правительство страны делает все возможное для содействия данному виду спорта и повышению уровня южносуданского футбола. В стране действует Ассоциация Молодежного Спорта Южного Судана (SSYSA), которая поддерживает несколько тренировочных баз на территории Джубы. Южный Судан уже принимал молодежные соревнования под эгидой КЕСАФА.

### Чемпионат и кубок страны
Чемпионат Ассоциации футбола Южного Судана впервые проводился в 2011 году. Семь чемпионов провинций по кубковой системе разыграли между собой титул в городе Вау. Первым чемпионом страны стал футбольный клуб Вау-Салаам. В 2015 году принимали участие 12 команд, чемпионом страны во второй раз стал клуб Аль-Табара из Джубы. 
Кубок Южного Судана впервые проводился в 2012 году. Розыгрыш начинался с четвертьфинала, победитель этапа определялся по итогам двухсторонних встреч на домашнем и гостевом полях. Обладателем первого кубка стал футбольный клуб Малакия. С 2015 года спонсором кубка страны является оператор сотовой связи MTN. 

### Сборная Южного Судана
В столице Джуба действует Сборная Южного Судана, первый международный матч был сыгран против сборной Уганды 10 июля 2012 года. Матч закончился со счетом 2:2, первый гол в истории сборной на 13 минуте забил Ричард Джастин Ладо .

## Баскетбол
Баскетбол представлен в стране Южно-Суданской национальной баскетбольной командой.